# P-sprog
 For alternative betydninger, se Keltiske sprog.
P-sprog er en sprogleg, den bruges af nogle børn (og voksne) som et slags kodesprog. En person som ikke snakker p-sprog vil kun dårligt kunne forstå hvad der bliver sagt, især hvis det snakkes hurtigt.

## Sådan gør man
P-sprog kan læres simpelt på følgende måde, man skriver en sætning, hvorefter man under hver vokal sætter et p og samme vokal neden under således:
```
Hej med dig, hvad hedder du? Kan du også snakke p-sprog?
 p   p   p     p   p  p   p   p   p p  p   p  p p    p
 e   e   i     a   e  e   u   a   u o  å   a  e e    o
```

Man læser så ordet der fremkommer. så det bliver til "Hepej meped dipig..."
Konstantinopolitanerinderne er et godt ord at øve sig på
```
Konstantinopolitanerinderne
 p   p  p p p p p p p  p  p
 o   a  i o o i a e i  e  e
```

Ordet bliver gjort en del sværere af at "po" indgår i ordet, det bliver således til koponstapantipinopopopolipitapaneperipindepernepe.

### Dialekter
En variation af p-sprog udøves efter følgende regler:
- Enhver stavelse i et ord gentages således, at gentagelsen af stavelsen starter med p
- I stavelser, der starter med en konsonant, erstatter p'et denne i gentagelsen af stavelsen (flo-den bliver til floplo-denpen)
- I stavelser, der starter med en vokal, sættes p'et blot foran i gentagelsen af stavelsen (å-en bliver til åpå-enpen)

Den kendte frase, rødgrød med fløde, bliver således til rødpødgrødprød medped fløplødepe.